# Every Secret Thing
Pour plus de détails, voir Fiche technique et Distribution.
Every Secret Thing est un film policier américain réalisé par Amy Berg et sorti en 2015.

## Synopsis
Deux adolescentes de onze ans sont condamnées à sept ans de prison pour l'enlèvement et le meurtre d'un bébé. Peu de temps après leur libération, alors qu'elles ont à présent dix-huit ans, une petite fille est portée disparue. Le détective Nancy Porter qui avait résolu la première affaire est confrontée à cette nouvelle disparition, une enquête qui secoue également tous les protagonistes du premier meurtre et fait remonter à la surface les éléments entourant la tragédie passée.

## Fiche technique
- Titre original : Every Secret Thing
- Réalisation : Amy Berg
- Scénario : Nicole Holofcener d'après Leakin Park de Laura Lippman
- Musique : Rob (Robin Coudert)
- Décors : Molly Hughes
- Direction artistique : Nicole Eckenroad
- Costumes : Emma Potter
- Montage : Billy McMillin, Ron Patane
- Musique : Robin Coudert
- Photographie : Rob Hardy
- Son : David J. Schwartz ; Pam DeMetruis-Thomas (montage)
- Production : Anthony Bregman et Frances McDormand
- Sociétés de production : Hyde Park Entertainment, Likely Story, Merced Media Partners et PalmStar Entertainment
- Sociétés de distribution : Starz Digital Media
- Pays d’origine :  États-Unis
- Langue : Anglais
- Durée : 93 minutes
- Format : Couleur - Digital
- Genre : Film policier
- Dates de sortie :
  - États-Unis : 15 mai 2015

## Distribution
- Diane Lane : Helen Manning
- Elizabeth Banks : Detective Nancy Porter
- Dakota Fanning : Ronnie Fuller
- Danielle Macdonald : Alice Manning
- Nate Parker : Detective Kevin Jones
- Common : Devlin Hatch
- Colin Donnell : Paul Porter
- Renée Elise Goldsberry : Cynthia Barnes
- Clare Foley : Mary Paige
- Sarah Sokolovic : Maveen Lyttle
- Tonye Patano : Clarice